# Formiguer cuirassat

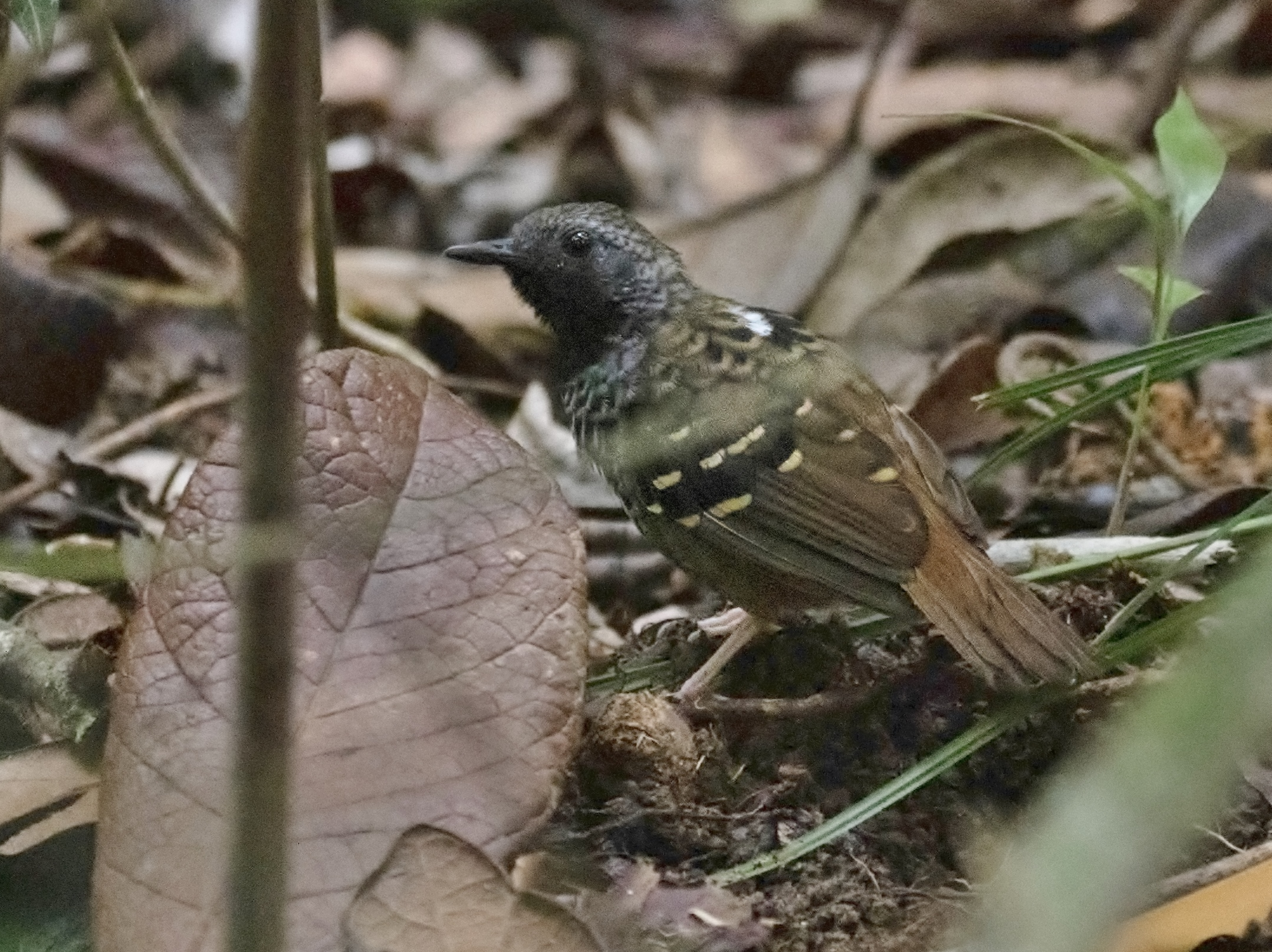
Imatge d'un espèciem de Formiguer cuirassat.

El formiguer cuirassat (Myrmoderus ruficauda) és una espècie d'ocell de la família dels tamnofílids (Thamnophilidae).

## Hàbitat i distribució
Viu entre la malesa del bosc al Brasil oriental